# Festuca tibestica
Festuca tibestica är en gräsart som beskrevs av Miré och Pierre Ambrunaz Quézel. Festuca tibestica ingår i släktet svinglar, och familjen gräs. Inga underarter finns listade i Catalogue of Life.